# Манк, Ноа
Но́а Бра́йант Ма́нк (англ. Noah Bryant Munck; род. 3 мая 1996, Мишен-Вьехо, Калифорния, США) — американский актёр и певец. Известен по роли Гибби Гибсона в сериале Nickelodeon «АйКарли» (2007—2012), а также по роли Роба Смита в комедийном сериале ABC «Голдберги» (2014—2023). Он также выпускает экспериментальную хип-хоп-музыку под псевдонимом Noah Praise God, ранее выпускал музыку под псевдонимами Noxik и Sadworldbeats. Также создает экспериментальные комедийные скетчи на YouTube.

## Биография
Манк родился 3 мая 1996 года в Мишен-Вьехо, Калифорния. Его мать, Кимбри Робинсон, домохозяйка, а отец, Грег Манк, пастор. Он самый старший из пяти детей в семье. У него есть младшая сестра Тэйлор и младшие братья Майка, Элайджа и Итан. Является правнуком актёра Бартлетта Робинсона. Манк имеет английские, венгерские, немецкие и чешские корни.
Окончил среднюю школу Алисо Нигел в 2014 году. В том же году поступил в Университет Биола, где изучал кинематограф и медиаискусство.

## Карьера
Вдохновившись занятиями сестры по импровизации, Манк записался на них и, при поддержке сестры и преподавателя, решил попробовать себя в актёрской профессии. Свою карьеру он начал в десятилетнем возрасте, снявшись в рекламе Volkswagen, а затем в кампаниях «Got Milk?» и Kellogg’s.
В 2007 году Манк начал сниматься в сериале Nickelodeon «АйКарли» в роли Гибби, друга Карли, Сэм и Фредди, в первых трёх сезонах в качестве второстепенного персонажа. С четвёртого сезона в 2010 году он вошёл в основной актёрский состав. За эту роль Манк был номинирован на премию Kids’ Choice Awards и премию «Молодой актёр». Его брат, Итан Манк, сыграл Гаппи, брата Гибби, в пяти эпизодах сериала «АйКарли». В 2013 году планировался спин-офф «АйКарли» под названием «Гибби», где Манк должен был исполнить главную роль, но проект не был реализован. В 2014 году Манк вернулся к роли Гибби в одном из эпизодов спин-оффа «Сэм и Кэт». В 2021 году в перезапуске «АйКарли» Манк не участвовал, но его брат Итан сыграл Гаппи в одном из эпизодов.
В 2009 году появился в фильме «Всё о Стиве», а в 2011 году сыграл в фильме «Очень плохая училка». В 2013 году Манк снимался в телевизионных фильмах Nickelodeon «Никки Туз» и «Мошенничество». С 2014 по 2023 год Манк исполнял роль Роба Смита в сериале ABC «Голдберги».
Помимо актёрской карьеры, Манк создавал электронную танцевальную музыку под псевдонимом NoxiK. Его первая песня «Beginnings» была выпущена 20 января 2012 года. 23 апреля 2013 года он выпустил мини-альбом «Hotline», а 24 марта 2014 года — второй мини-альбом «Road Warrior». С 2017 по 2023 год он выпускал музыку под псевдонимом Sadworldbeats. С 2023 года Манк создаёт экспериментальную хип-хоп-музыку под псевдонимом Noah Praise God.
9 октября 2016 года он запустил YouTube-канал «Sadworld», посвящённый «странным, абсурдным» и экспериментальным комедийным скетчам.

## Личная жизнь
С 17 февраля 2019 года женат на Карли Мэски. У пары есть ребёнок.

## Фильмография

### Кино
| Год  |     | Русское название            | Оригинальное название         | Роль             |
| ---- | --- | --------------------------- | ----------------------------- | ---------------- |
| 2008 | ф   | Четыре Рождества            | Four Christmases              | кричащий ребёнок |
| 2008 | ф   | Племя радуги                | The Rainbow Tribe             | Райан            |
| 2009 | ф   | Всё о Стиве                 | All About Steve               | большой ребёнок  |
| 2011 | ф   | Очень плохая училка         | Bad Teacher                   | Тристан          |
| 2014 | ф   | Прежде чем я уйду           | Just Before I Go              | молодой Роули    |
| 2014 | ф   | Том Сойер и Гекльберри Финн | Tom Sawyer & Huckleberry Finn | Бен Роджерс      |
| 2017 | ф   | Викинги                     | Vikes                         | Ти-Боун          |
| 2019 | кор | —                           | Time for Dessert              | Тип Кристал      |
| 2023 | кор | —                           | Future Boys                   | мужчина в хижине |

### Телевидение
| Год       |    | Русское название                       | Оригинальное название    | Роль                                  |
| --------- | -- | -------------------------------------- | ------------------------ | ------------------------------------- |
| 2007      | с  | Всё о нас                              | All of Us                | игрок №1                              |
| 2007      | с  | —                                      | American Body Shop       | маленький Джонни                      |
| 2007      | тф | —                                      | 1321 Clover              | ребёнок                               |
| 2008      | с  | Волшебники из Вэйверли Плэйс           | Wizards of Waverly Place | Тимми О'Халлахан                      |
| 2008      | тф | Воскресенье! Воскресенье! Воскресенье! | Sunday! Sunday! Sunday!  | Клит                                  |
| 2009      | с  | Скорая помощь                          | ER                       | Логан                                 |
| 2009      | тф | —                                      | Ill-Advised              | Сэм Кесслер                           |
| 2009      | мс | Финес и Ферб                           | Phineas and Ferb         | Ксавье                                |
| 2009      | тф | —                                      | The Karenskys            | Кевин Каренски-Каницки                |
| 2010      | с  | Правила совместной жизни               | Rules of Engagement      | Макензи                               |
| 2011      | тф |                                        | —                        | iParty with Victorious / Гибби Гибсон |
| 2012      | с  | Виктория-победительница                | Victorious               | Гибби                                 |
| 2012      | с  | Охотники за монстрами                  | The Troop                | Нюхач                                 |
| 2007—2012 | с  | АйКарли                                | iCarly                   | Гибби Гибсон                          |
| 2013      | тф | Никки Туз                              | Nicky Deuce              | Николас Борелли II                    |
| 2013      | тф | Мошенничество                          | Swindle                  | Дэррен Вэйдер                         |
| 2014      | с  | Сэм и Кэт                              | Sam & Cat                | Гибби Гибсон                          |
| 2016      | с  | Сын Зорна                              | Son of Zorn              | Уоррен                                |
| 2017      | с  | —                                      | El Bosque Sin Salida     | Маркус                                |
| 2019      | с  | Обученные                              | Schooled                 | Роб Смит                              |
| 2014—2023 | с  | Голдберги                              | The Goldbergs            | Роб Смит                              |

## Дискография

### Синглы
Noxik
- Beginnings (2012)

Sadworldbeats
- Dreams (2019)
- trickster (2020)
- heist (2021)
- Puzzle (2021)
- Lose Form (2022)
- sauna (2022)
- Mistake (2022)
- Lose Form (2022)
- My Skinwalker Story (2023)

Noah Praise God
- Real Sharp (2023)
- Thank God (2023)
- Seven Faces (2023)
- I’ll Just Take a Walk (2024)
- Bleeds Through (2024)
- Change My Seasons (2025)
- By Night (2025)

### Студийные альбомы
Noxik
- Hotline (2013)
- Road Warrior (2014)

Sadworldbeats
- Sadworld Tape #1 (2017)
- Sadworld Beat Tape #2 (2018)
- Sadworld Beat Tape #3 (2018)
- Sadworld Beat Tape #4 (2020)

Noah Praise God
- Then We Were Off (2024)

## Награды и номинации
Полный список наград и номинаций на IMDb.
| Год  | Награда                | Категория                                       | Работа        | Результат |
| ---- | ---------------------- | ----------------------------------------------- | ------------- | --------- |
| 2009 | Премия «Молодой актёр» | Лучший молодой актёрский ансамбль в телесериале | АйКарли       | Номинация |
| 2010 | Премия «Молодой актёр» | Лучший молодой актёрский ансамбль в телесериале | АйКарли       | Номинация |
| 2011 | Kids’ Choice Awards    | Любимая роль второго плана                      | АйКарли       | Номинация |
| 2014 | Премия «Молодой актёр» | Лучший молодой актёр в телевизионном фильме     | Мошенничество | Номинация |